# Westminster Castle
Das Westminster Castle (auch „Säule des Feuers“) ist ein historisches Wahrzeichen in Westminster, Colorado, nordwestlich von Denver, nahe der Kreuzung 83rd und Federal. Es ist im National Register of Historic Places als Westminster University aufgeführt.

## Von der Konzeption bis zum Bau
Die Westminster University wurde ursprünglich 1890 von dem New Yorker Henry T. Mayham konzipiert. Er überzeugte den Ältestenrat von Denver, eine presbyterianische Universität auf seinem Land am Crown Point, dem höchsten Punkt im damaligen Arapahoe County, zu errichten.

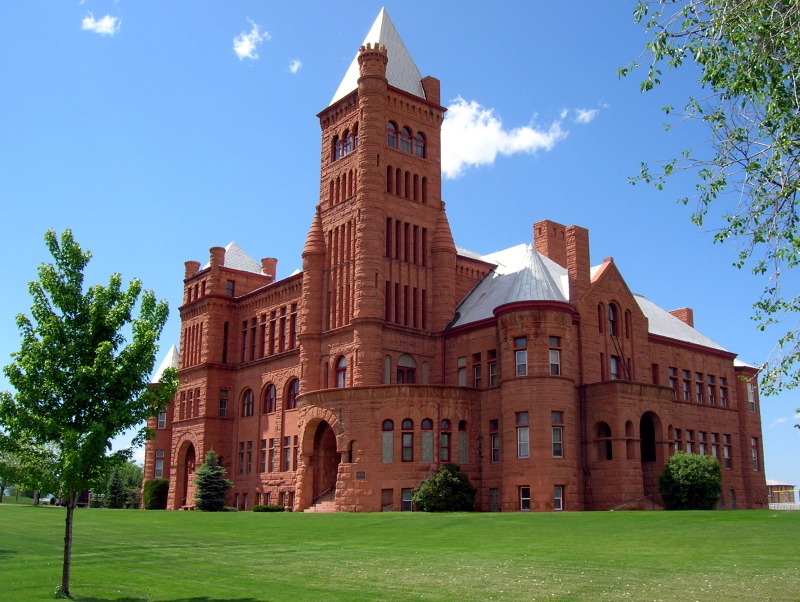
Westminster Castle, 2008

Der Architekt E.B. Gregory schuf einen Entwurf für das Hauptgebäude der Universität mit einer Fassade aus grauem Stein aus dem Coal Creek-Gebiet. Nachdem sich die Bauarbeiten wegen Geldmangels verzögert hatten, beauftragte Mayham den New Yorker Architekten Stanford White mit der Fertigstellung des Projektes und der Überwachung der Bauarbeiten. White wählte für die Fassade roten Sandstein aus dem Gebiet Red Rocks/Manitou. Der 1893 vollendete Bau maß 160 Fuß Frontlänge, 80 Fuß Tiefe, hatte drei Stockwerke und einen markanten 175 Fuß hohen Turm. Der architektonische Stil des Gebäudes gilt als hervorragendes Beispiel der Richardsonischen Romanik.

## „Princeton des Westens“
Obwohl der Bau 1893 abgeschlossen war, öffnete die Westminster University aufgrund der Wirtschaftskrise von 1893 und der Konkurrenz durch ein nahe gelegenes presbyterianisches College erst am 17. September 1908 mit den ersten 60 Studenten. Die Studiengebühren betrugen 50 Dollar pro Jahr.
Im Jahr 1911 stimmte die um die Universität gelegene dörfliche Gemeinde namens Harris für die Gründung einer Stadt und beschloss, ihren Namen zugunsten der Universität in Westminster zu ändern. Die Schule beendete 1917 in Betrieb, als die Einschreibungszahlen aufgrund des Ersten Weltkriegs zurückgingen.

## „Säule des Feuers“
In seiner Blütezeit war das Crown Point-Grundstück fast eine halbe Million Dollar wert. Nach der Schließung und einem dreijährigen Leerstand erwarb es der Bischof Alma Bridwell White der weißen nationalistischen Pillar of Fire Church am 31. Januar 1920 für 40.000 Dollar. Der Verkauf umfasste das Hauptgebäude des Colleges, 45 Acres (180.000 m2) Land, ein Kraftwerk und zwei Häuser (eines ein Studentenwohnheim, das andere das Haus des Präsidenten).
Der Schaden an den Gebäuden wurde auf 75.000 Dollar veranschlagt. Zerbrochene Fenster, rissige Wände und fallender Putz hatten aus dem einst herrschaftlichen Haus einen Stall mit Tausenden Hühnern im Keller und Landmaschinen im ersten Geschoss gemacht.
Die neue Westminster University wurde am 7. September 1920 für Studenten eröffnet. Innerhalb von sechs Jahren nach der Eröffnung erhielt die Schule, die nun unter dem Namen Belleview Schools bekannt war, ihre pädagogische Zulassung.
In den späten 1920er Jahren wurde der Campus häufig für Ku Klux Klan-Treffen und Kreuzverbrennungen genutzt. Im Jahr 1997 wies die Pillar of Fire Church, die Eigentümerin und Mutterorganisation der Schule, ihre historische Verbindung zum Klan zurück.

## Heute
Die Belleview Christian Schools befinden sich weiterhin auf dem Campus der Westminster University, wo auch die Belleview Christian Childcare & PreSchool (1–4 Jahre) und die Belleview Christian School (K-12) untergebracht sind. Obwohl der Großteil des Unterrichts inzwischen in neueren Gebäuden auf dem Campus stattfindet, unterrichtet man weiterhin im historischen Hauptgebäude, das 1979 in das National Register of Historic Places aufgenommen wurde. Das Gebäude beherbergt auch den Radiosender KPOF AM91, den ersten Sender Colorados, der in HD-Radio sendet.

## Notiz
- National Register of Historic Places listings in Adams County, Colorado